# Miguel Pinto
Miguel Ángel Pinto Jérez (ur. 4 lipca 1983 w Santiago) – chilijski piłkarz pochodzenia hiszpańskiego z obywatelstwem meksykańskim występujący na pozycji bramkarza, obecnie zawodnik O’Higgins.

## Kariera klubowa
Pinto pochodzi ze stołecznego miasta Santiago i jest wychowankiem akademii juniorskiej tamtejszego klubu Universidad de Chile. Do seniorskiej drużyny został włączony jako dziewiętnastolatek przez szkoleniowca Víctora Hugo Castañedę, pozostając początkowo trzecim bramkarzem, za Johnnym Herrerą i Sergio Vargasem. Kontuzja pierwszego i zawieszenie dyscyplinarne drugiego umożliwiły mu debiut w chilijskiej Primera División, 10 listopada 2002 w zremisowanym 0:0 meczu derbowym z Colo-Colo. W wiosennym sezonie Apertura 2004 zdobył z Universidadem premierowe mistrzostwo Chile, natomiast podczas jesiennych rozgrywek Clausura 2005 osiągnął tytuł wicemistrza kraju. Obydwa te sukcesy odniósł jednak w roli rezerwowego, a miejsce w wyjściowej jedenastce wywalczył sobie dopiero w 2006 roku, po odejściu z klubu dotychczasowego pierwszego golkipera Herrery. W sezonie Apertura 2006 po raz kolejny został wicemistrzem kraju, za to rok później został wybrany przez kibiców najlepszym zawodnikiem Universidadu.
Najbardziej udanymi w karierze Pinto był 2009 rok, na początku którego został kapitanem Universidadu, zastępując w tej roli Marcelo Salasa. Wiosną, podczas sezonu Apertura 2009 zdobył drugie w karierze mistrzostwo Chile, zaś jesienią został wybrany przez EFE najlepszym bramkarzem rozgrywek Copa Sudamericana, z których jego zespół odpadł jednak już w ćwierćfinale. Ponadto w plebiscycie ANFP otrzymał nagrody dla najlepszego piłkarza i bramkarza sezonu ligi chilijskiej, a ostatnie z wymienionych odznaczeń otrzymał również od magazynu El Gráfico. Urugwajska gazeta El País wybrała go natomiast najlepszym golkiperem Ameryki Południowej, umieszczając go w jedenastce kontynentu. W 2010 roku doszedł z Universidadem do półfinału rozgrywek Copa Libertadores. Ogółem barwy Universidadu reprezentował przez dziewięć lat, będąc jedną z ważniejszych figur w najnowszej historii klubu.
W styczniu 2011 Pinto za zasadzie rocznego wypożyczenia zasilił meksykański Club Atlas z siedzibą w Guadalajarze. W meksykańskiej Primera División zadebiutował 8 stycznia w wygranym 5:0 spotkaniu z Morelią i od razu został podstawowym golkiperem klubu. Mimo słabych wyników osiąganych przez drużynę, on sam został jednym z czołowych bramkarzy ligi i po upływie dwunastu miesięcy został wykupiony na stałe przez władze Atlasu za sumę dwóch milionów dolarów. W jesiennym sezonie Apertura 2013 dotarł ze swoją ekipą do finału krajowego pucharu – Copa MX, jednak bezpośrednio po tym, wskutek obniżki formy, został oddany na wypożyczenie do drugoligowego zespołu Correcaminos UAT z miasta Ciudad Victoria. Tam już podczas pierwszych, wiosennych rozgrywek Clausura 2014 dotarł do finału Ascenso MX, zaś ogółem barwy Correcaminos reprezentował przez półtora roku jako pierwszy bramkarz, bezskutecznie walcząc o promocję do najwyższej klasy rozgrywkowej.
Jesienią 2015, po powrocie do Atlasu, Pinto pozostawał jednak głównie rezerwowym dla młodszego Miguela Fragi, w międzyczasie przyjmując meksykańskie obywatelstwo w wyniku wieloletniego zamieszkiwania w tym kraju. Po upływie pół roku udał się na kolejne sześciomiesięczne wypożyczenie – tym razem do drugoligowej drużyny Cafetaleros de Tapachula, gdzie mimo regularnej gry nie odniósł jednak poważniejszych sukcesów. W lipcu 2016 powrócił do ojczyzny, zostając graczem ekipy CD O’Higgins z miasta Rancagua.
| Sezon     | Klub                     | Kraj   | Rozgrywki        | Mecze | Bramki |
| --------- | ------------------------ | ------ | ---------------- | ----- | ------ |
| 2002      | Universidad de Chile     | Chile  | Primera División | 6     | 0      |
| 2003      | Universidad de Chile     | Chile  | Primera División | 1     | 0      |
| 2004      | Universidad de Chile     | Chile  | Primera División | 4     | 0      |
| 2005      | Universidad de Chile     | Chile  | Primera División | 12    | 0      |
| 2006      | Universidad de Chile     | Chile  | Primera División | 35    | 0      |
| 2007      | Universidad de Chile     | Chile  | Primera División | 40    | 0      |
| 2008      | Universidad de Chile     | Chile  | Primera División | 36    | 0      |
| 2009      | Universidad de Chile     | Chile  | Primera División | 24    | 0      |
| 2010      | Universidad de Chile     | Chile  | Primera División | 18    | 0      |
| 2010/2011 | Club Atlas               | Meksyk | Liga MX          | 17    | 0      |
| 2011/2012 | Club Atlas               | Meksyk | Liga MX          | 31    | 0      |
| 2012/2013 | Club Atlas               | Meksyk | Liga MX          | 35    | 0      |
| 2013/2014 | Club Atlas               | Meksyk | Liga MX          | 15    | 0      |
| 2013/2014 | Correcaminos UAT         | Meksyk | Ascenso MX       | 18    | 0      |
| 2014/2015 | Correcaminos UAT         | Meksyk | Ascenso MX       | 28    | 0      |
| 2015/2016 | Club Atlas               | Meksyk | Liga MX          | 5     | 0      |
| 2015/2016 | Cafetaleros de Tapachula | Meksyk | Ascenso MX       | 14    | 0      |
| 2016/2017 | CD O’Higgins             | Chile  | Primera División |       |        |

## Kariera reprezentacyjna
W 2003 Pinto został powołany przez szkoleniowca Césara Vaccię do reprezentacji Chile U-20 na Mistrzostwa Ameryki Południowej U-20. Na urugwajskich boiskach początkowo był pierwszym golkiperem drużyny, jednak po dwóch meczach stracił miejsce między słupkami na rzecz Claudio Bravo. Jego kadra zajęła ostatecznie przedostatnie, czwarte miejsce w pierwszej rundzie z bilansem zwycięstwa i trzech porażek, nie kwalifikując się na Mistrzostwa Świata U-20 w ZEA.
W seniorskiej reprezentacji Chile Pinto zadebiutował za kadencji selekcjonera Nelsona Acosty, 27 kwietnia 2006 w wygranym 1:0 meczu towarzyskim z Nową Zelandią. W 2007 roku został powołany na turniej Copa América w roli trzeciego bramkarza, jednak ostatecznie nie wziął w nim udziału, odmawiając przyjazdu na zgrupowanie. Trzy lata później znalazł się w ogłoszonym przez selekcjonera Marcelo Bielsę składzie na Mistrzostwa Świata w RPA, gdzie jednak, podobnie jak podczas eliminacji, ani razu nie pojawił się na boisku, pozostając rezerwowym dla Claudio Bravo, natomiast jego kadra odpadła z mundialu na 1/8 finału. W 2011 roku po raz kolejny został powołany na turniej Copa América, ponownie będąc alternatywą dla Bravo – rozegrał tylko jedno z czterech możliwych spotkań – a Chilijczycy, prowadzeni wówczas przez szkoleniowca Claudio Borghiego, zakończyli swój udział w rozgrywkach na ćwierćfinale, przegrywając w nim z Wenezuelą (1:2). W późniejszym czasie wystąpił jeszcze w dwóch meczach (na szesnaście możliwych) w ramach eliminacji do Mistrzostw Świata 2014, jednak ostatecznie nie znalazł się w składzie na rozgrywany w Brazylii mundial.